# Частный университет
Частный университет — тип университетов, негосударственное образовательное учреждение высшего образования, некоммерческая организация. Частный университет может быть создан гражданами или юридическими лицами.
В известную группу университетов Лиги плюща входит восемь частных университетов, все они входят в топ-18 рейтинга национальных университетов US News & World Report 2024 года. В 2023 году в России частный университет Синергия стал самым крупным по количеству студентов.

## Частные университеты в мировых рейтингах

#### THE World University Rankings
В глобальном рейтинге университетов мира Times Higher Education World University Rankings 2024 года среди десяти лучших университетов мира шесть являются частными: второе место в мире занимает Стэнфордский университет, третье место в мире — Массачусетский технологический институт, Гарвардский университет — четвёртое место в мире, шестое место в мире занимает один из старейших в мире Принстонский университет, седьмое место в рейтинге занимает Калифорнийский технологический институт, десятое место — Йельский университет.

## Африка

### Египет
В Египте существует множество частных университетов, в том числе Canadian International College и Американский Университет в Каире.

### Гана
До начала нового тысячелетия в Гане уже существовали несколько частных университетов. В Гане имелся бум создания частных университетов и колледжей, что говорило о стабильном управлении страной и имеющейся благоприятной экономической атмосфере. Почти все частные университеты в Гане преподают следующие предметы: деловое администрирование, бухгалтерский учёт, информационные технологии и др., которые предлагаются такими университетами, как Университет Ашези, Университет Риджент, Университет Вэлли Вью, Ганский технологический колледж и многими другими.
Университетский колледж национальной безопасности и обороны (BUC) — частное высшее учебное заведение, зарегистрированное Правительственным аккредитующим советом (COTVET) и Министерством внутренних дел. Колледж предлагает специализированные программы, такие как исследования в области безопасности, управление разведки, судебно-следственная психология, дипломатия, предупреждение преступности, уголовное правосудие, авиационные исследования, исследования терроризма и другие направления подготовки специалистов правоохранительных органов.

### Ливия
Ливия имеет ряд частных учебных заведений и университетов, утвержденных Министерством высшего образования. Университеты готовят специалистов в академических программах в области делового администрирования, информатики, права, медицины и гуманитарных наук. В их числе:
- Университет гуманитарных и прикладных наук Аль-Рифак (Триполи)
- Центр технологий образования и научных исследований Ибн Аль-Хайтам (Триполи)
- Ливийский Международный медицинский университет (Бенгази)
- Ливийский университет гуманитарных и прикладных наук (Таджура)
- Общественный университет Триполи
- Институт медицинских наук Триполи
- United Africa University (Эз-Завия)

### Нигерия
В Нигерии существует множество частных университетов, в том числе:
- Achievers University[англ.]
- Университет Афе Бабалола
- Американский университет Нигерии
- Университет Бабкок
- Baze University[англ.]
- Университет Бэнсон Идахоса
- Университет Боуэн
- Университет Калеб
- Университет Каритас
- Университет Ковенант
- Университет Бингем
- Евангелистский университет (EU)
- Университет Фаунтейн
- Университет Игбинедион
- Университет Бабалола Джозефа Айо
- Школа бизнеса Лагос
- Университет Мадонна
- Университет Новена
- Университет Обонг
- Панафриканский университет
- Университет Веллспринг
- Университет Вестерн Дельта

Аккредитует и вводит стандарты в учебной программе в университетах Национальная комиссия университетов Нигерии.

### ЮАР
- Варсити-колледж
- Вега
- Школа дизайна Южной Африки
- en:Milpark
- Мидрандский институт образования
- en:Regenesys Business School
- Akademia

## Северная Америка

### США
Наиболее известные частные университеты США:
- Восьмёрка университетов «Лиги плюща»
- Массачусетский технологический институт (MIT)
- Стэнфордский университет
- Калифорнийский технологический институт («Калтех»)